# Гіпускоа
Гіпускоа (ісп. Guipúzcoa, баск. Gipuzkoa) — провінція на півночі Іспанії у складі автономного співтовариства Країна Басків. Адміністративний центр — Сан-Себастьян.